# Russisch futurisme

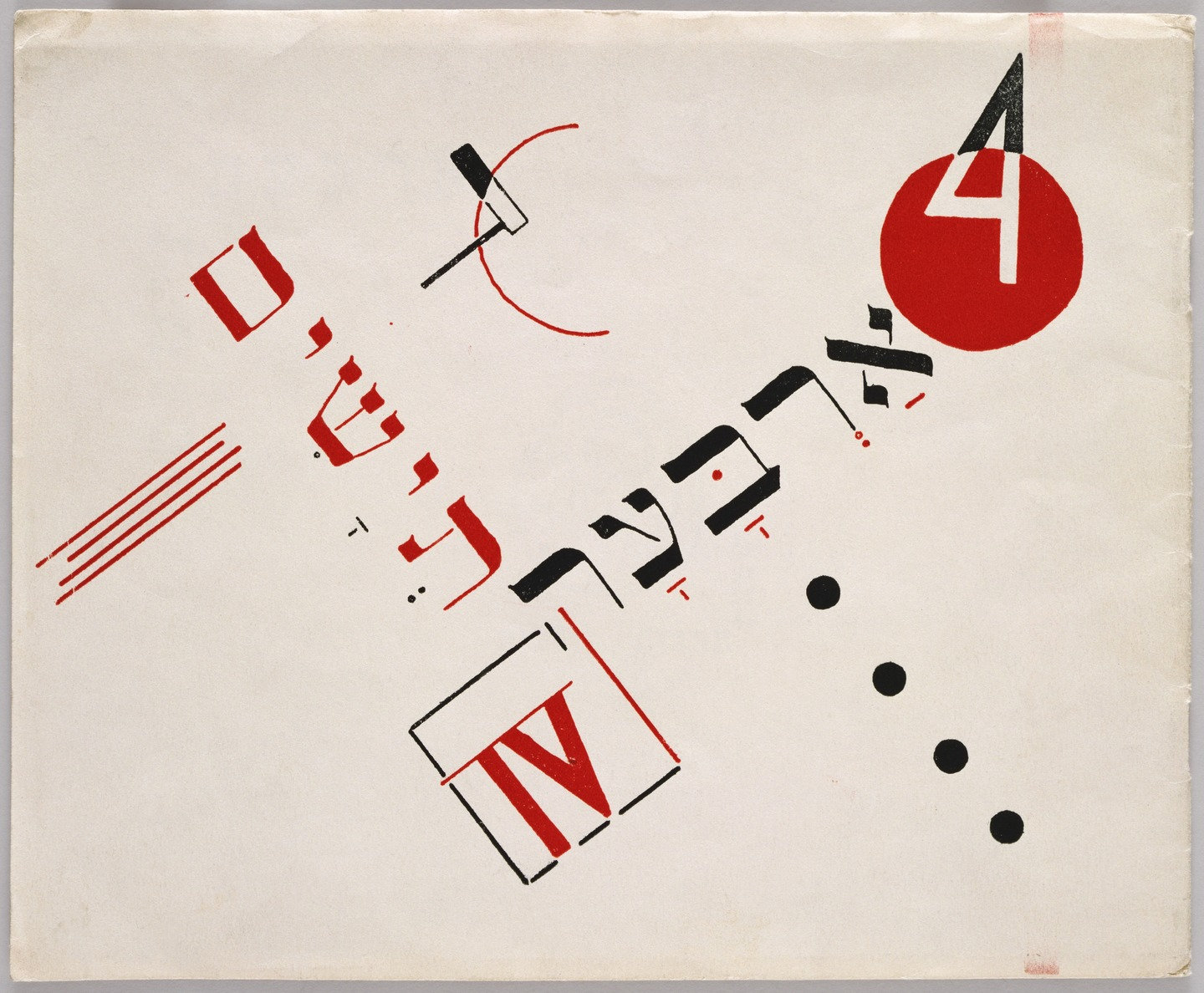
Lissitzki, boekomslag teyashim van Abra'ah, 1922

Het Russisch futurisme (Russisch: Русский футуризм, Roesski foetoerizm) is een variant van het in Italië ontstane futurisme, die van 1911 tot midden jaren twintig een bloeiperiode beleefde in Rusland, met name op het terrein van de literatuur (poëzie). Het Russisch futurisme ontstond in het begin van de twintigste eeuw (gelijktijdig met het acmeïsme) als een reactie op de toen in de Russische literatuur dominante stroming van het symbolisme.

### Ontstaan
Als de vader van het Russisch futurisme wordt de dichter Igor Severjanin gezien. Severjanin gebruikte in 1911 voor het eerst de term ´ego futurisme´ en presenteerde zijn programma `Academie voor de ego-poëzie´ (1911). Als basis noemde hij: intuïtie en egoïsme.
In 1912 publiceerde Severjanin met een aantal andere vernieuwende schrijvers (waaronder Clebnikov, Boerljoek en Majakovski) onder de noemer ´kubo-futurisme´ het provocerende pamflet ´Een kaakslag in het gezicht van de publieke smaak´ (1912). Daarin stelden ze dat ze "vanuit wolkenkrabbers neerkijken op alle Dostojevski's, Gorki´s, Boenins, Bloks, Remizovs, Kuprins en Sologoebs". De volledige “oude” literatuur werd verworpen. Het poëtische woord moest weer centraal komen te staan.

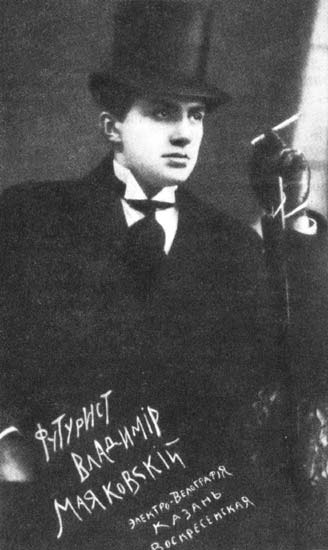
Majakovski tijdens een futuristische tournee, 1913-1914

### Typering
De betekenis van het Russische futurisme ligt in het zich afzetten tegen alle geldende normen en conventies inzake woordvorming, syntaxis, spelling en ritmiek. Ze actualiseerden de woordenschat met willekeurige en afgeleide woorden of door woorden in een nieuwe context te plaatsen. Vaak gebruikten ze bewust verkeerde voegwoorden en ongewone interpunctie. Typerend zijn ook de klankgedichten en het gebruik van neologismen.
Alhoewel Filippo Marinetti’s futuristische geschriften door Sjersjenevitsj al vroeg in het Russisch werden vertaald, was diens invloed op het Russisch futurisme beperkt. Marinetti wilde een poëzie van snelheid, de Russische futuristen besteedden vooral veel aandacht aan de taal. Zij wilden haar losrukken uit het keurslijf van grammaticale regels en verrijken door nieuwe taalcreaties, wat leidde tot formalistische experimenten. Ze hadden grote belangstelling voor de taal van de grootstad, maar koesterden niet de verering van de technische vooruitgang, zoals Marinetti.
In de anarchistische opstandigheid van de Russische futuristen tegen de kamerpoëzie en het symbolisme stak een duidelijk element van sociaal protest tegen de moderne realiteit. Provoceren was een veelgezocht middel, onder andere tijdens opzichtige literaire manifestaties waarop de futuristen met vaak veel uiterlijk vertoon hun gedichten declameerden.

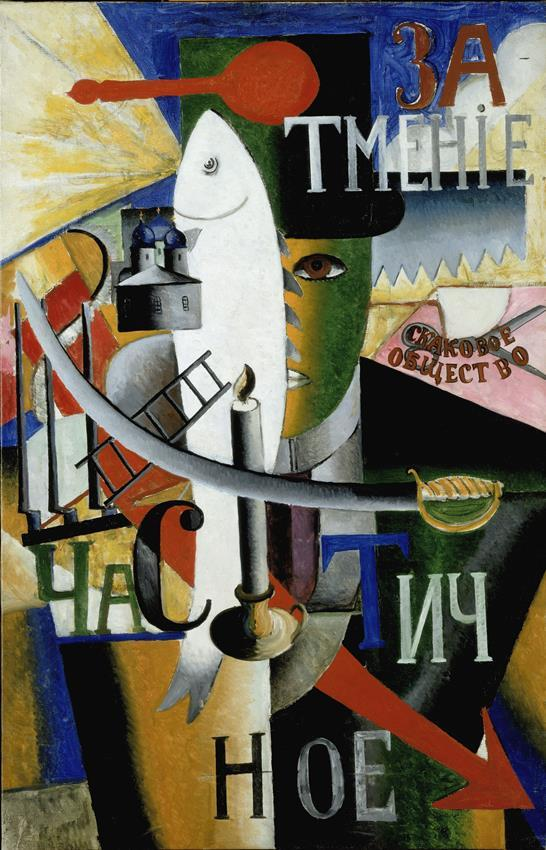
Maljevitsj: Engelsman in Moskou, 1914, Stedelijk Museum Amsterdam

### Einde
Na 1917 werd de kwalificatie futurisme in de Russische literatuur op uiterst pluriforme wijze gebruikt en werd het bijna een synoniem voor alle avant-gardistische literatuur. Ook stromingen als het constructivisme, expressionisme, maar ook productiekunst (posters, reclameteksten) en zelfs de imaginisten (hoewel verklaard tegenstanders van de futuristen), werden vaak in één adem met de futuristen genoemd. Niettegenstaande Majakovski's steunbetuiging aan het nieuwe Sovjetregime en de betrekkelijke vrijheid die hij kreeg tijdens de NEP-periode als voorman van de literaire groepering LEF, kwamen de futuristen na 1921 geleidelijk steeds meer onder vuur te liggen van de Bolsjewistische machthebbers en hun nieuwe cultuurpolitiek. Individualisme was uit den boze en kunst moest vooral begrijpelijk zijn, ook voor arbeiders, zo luidde het nieuwe adagium. Futuristische (en andere avant-gardistische) dichters kregen allengs steeds moeilijker nog werk gepubliceerd. Igor Severjanin en Boerljoek emigreerden reeds begin jaren twintig naar het buitenland, aan het futurisme verwante auteurs als Pasternak en Nikolaj Asejev kozen voor nieuwe, eigen stijl, Majakovski vluchtte uiteindelijk in zelfmoord (1930), afgeserveerd, uiteindelijk, door degenen die het toen in de Sovjet-Unie voor het zeggen hadden.
Tegen het eind van de jaren twintig, toen de literaire groepering OBERIU (Charms, Vvedenski, Nikolaj Zabolotski) een aantal ideeën van de futuristen (uiteindelijk vergeefs) nieuw leven probeerden in te blazen, was er van het oorspronkelijk Russisch futurisme in de nieuwe Sovjetrepubliek nauwelijks meer iets waarneembaar.

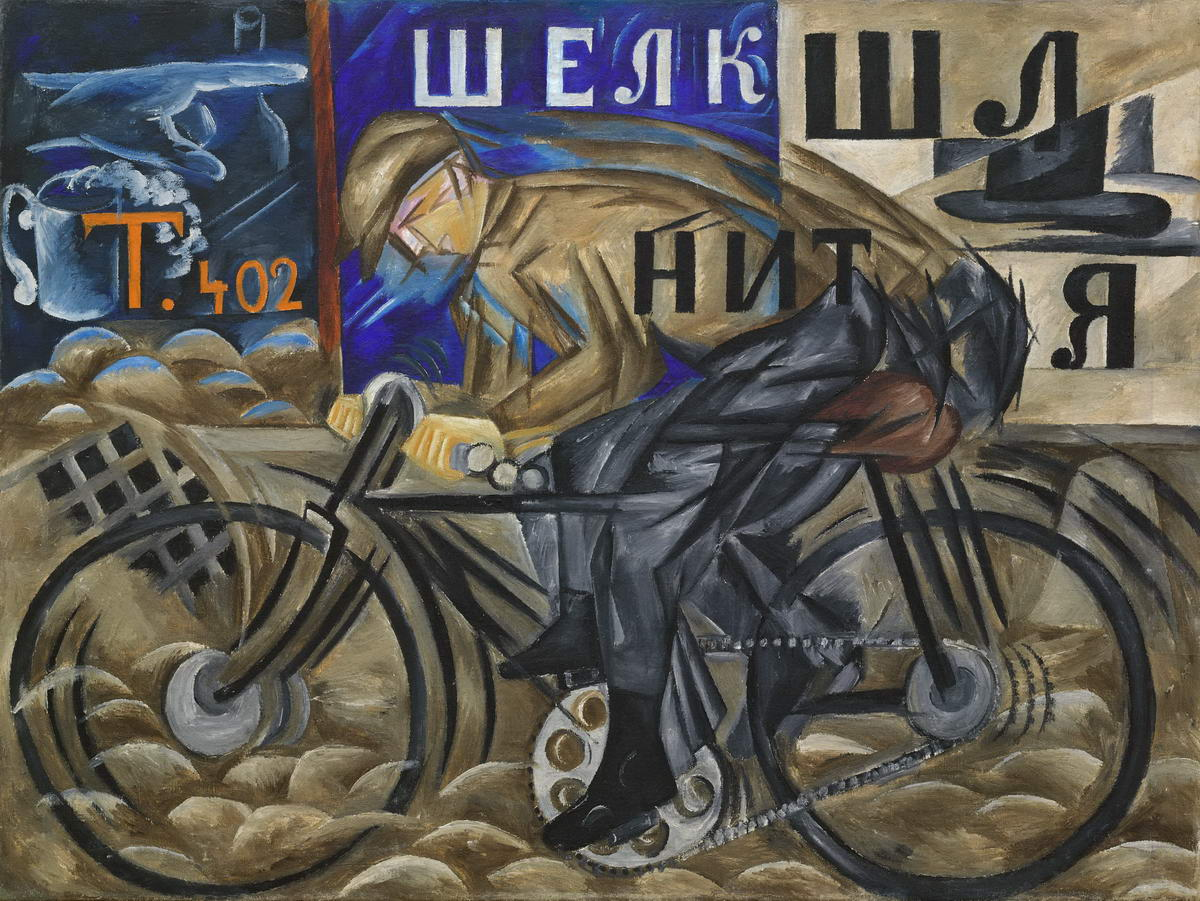
Gontsjarova: De Fietser, 1913

## Schilderkunst
De nadruk van het Russisch futurisme op de poëzie laat onverlet dat het futurisme in Rusland ook aanzienlijke invloed heeft gehad op de schilderkunst. Niet alleen zagen veel futuristische schrijvers zich als totaalkunstenaars (Majakovski en vooral Boerljoek waren bijvoorbeeld ook vooraanstaande beeldend kunstenaars), maar de stroming bracht ook diverse vooraanstaande kunstschilders voort, zoals Pavel Filonov, Natalja Gontsjarova en -in een bepaalde periode- El Lissitzky, Mikhail Larionov en Kazimir Malevitsj (tussen 1912 en 1915 maakte de laatste veel zogenaamde futuristisch combinaties, waarin hij op basis van kegel- en cilindervormige figuren combineerde met een lyrisch kleurenbeeld). Veel van hun werken worden getypeerd door de dynamiek, snelheid en rusteloosheid van de moderne grootstad. Bovenal echter ademt uit werken een grote moderniteit.